# Rupert Stadler

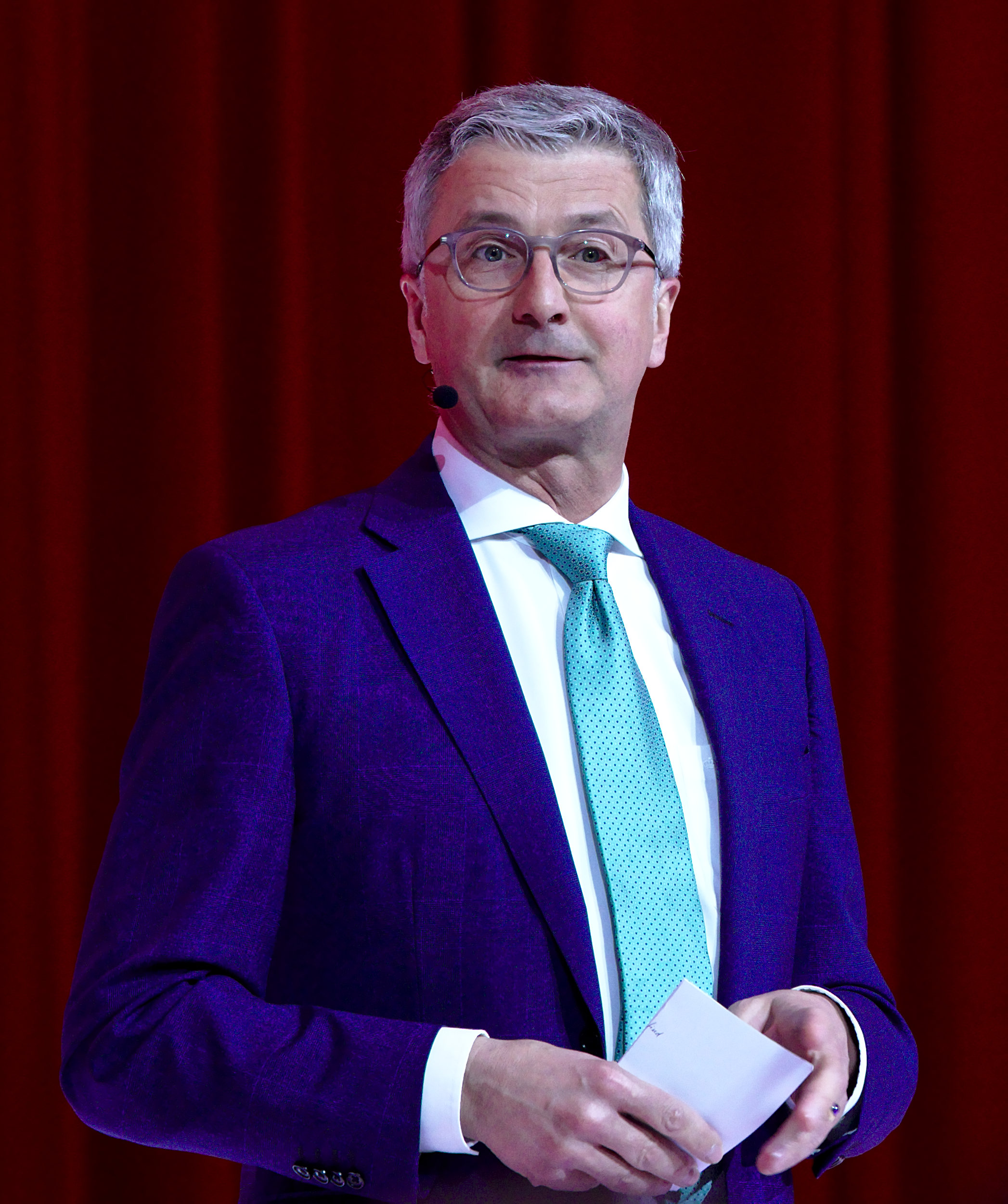
Rupert Stadler, 2018

Rupert Stadler (* 17. März 1963 in Titting) ist ein ehemaliger deutscher Manager. Von 2007 bis 2018 war er Vorstandsvorsitzender der Audi AG. In seiner Amtszeit waren Audi, andere Unternehmen des VW-Konzerns und weitere Automobilhersteller in den Abgasskandal verwickelt. Wegen dieser Vorgänge wurde er erstinstanzlich wegen Betrugs durch Unterlassen verurteilt. Das Urteil ist noch nicht rechtskräftig.

## Leben
Rupert Stadler wuchs als Sohn eines Landwirts in Wachenzell im Landkreis Eichstätt auf. Nach dem Besuch der Knabenrealschule Rebdorf in Eichstätt studierte er an der Fachhochschule Augsburg Betriebswirtschaftslehre mit den Schwerpunkten Unternehmensplanung/Controlling sowie Finanz-, Bank- und Investitionswirtschaft und schloss mit dem akademischen Grad Diplom-Betriebswirt (FH) ab.
Danach arbeitete Stadler bei der Philips Kommunikations Industrie AG in Nürnberg. 1990 wechselte er zur Audi AG, wo er Aufgaben im Bereich Controlling übernahm. 1994 trat er als Kaufmännischer Geschäftsführer bei der Volkswagen-Audi España, S.A. in Barcelona ein. Der Aufsichtsrat der Audi AG wählte ihn am 6. Dezember 2006 zum neuen Vorstandsvorsitzenden, sein Amtsantritt erfolgte am 1. Januar 2007. Stadler war Nachfolger von Martin Winterkorn, der als Vorstandsvorsitzender zum Mutterkonzern Volkswagen AG wechselte. Ab 2010 war er zugleich Mitglied des Vorstands der Volkswagen AG.
Stadler war zugleich Mitglied im Aufsichtsrat der Porsche Holding Gesellschaft m.b.H., Präsident des Verwaltungsrats der Automobili Lamborghini S.p.A., Präsident des Verwaltungsrats der Volkswagen Group Italia S.P.A., Vorsitzender des Aufsichtsrats der MAN Truck & Bus AG, Mitglied im Aufsichtsrat der MAN SE, Mitglied im Verwaltungsrat der Italdesign Giugiaro S.p.A., Mitglied im Aufsichtsrat der FC Bayern München AG.
Stadler ist verheiratet und hat drei Kinder.

## Abgasskandal
Im Zuge des Abgasskandals musste der Audi-Manager Ulrich Hackenberg im Dezember 2015 seinen Posten räumen, sein Nachfolger Stefan Knirsch im September 2016. Mit Ulrich Weiß, dem entlassenen Chef der Audi-Motorenentwicklung, sowie den Ex-Führungskräften/leitenden Entwicklern Carsten N. und Zaccheo Giovanni Pamio mussten bereits zahlreiche Führungskräfte das Unternehmen verlassen. Ob Stadler von den Manipulationen Kenntnis hatte oder daran beteiligt war, war Gegenstand diverser Ermittlungen. Stadler wurde allerdings von ehemaligen Managern teils erheblich belastet. Zudem gab es zahlreiche Hinweise, dass der Abgasskandal des VW-Konzerns bei Audi seinen Ursprung hatte.
Im Rahmen einer Razzia am 18. und 19. April 2018 durch rund 200 Polizisten und Staatsanwälte bei Porsche in Zuffenhausen sowie im Porsche-Entwicklungszentrum Weissach wurde Rupert Stadler von der Staatsanwaltschaft schwer belastet, weil er zusammen mit Porsche-Entwicklungsvorstand Michael Steiner eine Präsentation manipuliert haben soll, um am 19. November 2015 die US-Umweltbehörde Environmental Protection Agency (EPA) mittels Vorlage dieser manipulierten Präsentation falsch zu informieren und vom Abgasbetrug seitens des VW-Konzerns abzulenken.
Seit dem 30. Mai 2018 galt er als Beschuldigter im Abgasskandal. Am 11. Juni 2018 ließ die Staatsanwaltschaft München II seine private Wohnung durchsuchen. Ihm und einem weiteren Vorstandsmitglied wurden jeweils Betrug, mittelbare Falschbeurkundung sowie strafbare Werbung zur Last gelegt. Am 18. Juni 2018 wurde Stadler aufgrund von Verdunkelungsgefahr in Untersuchungshaft genommen. Zuvor soll er versucht haben, Einfluss auf Zeugen zu nehmen. Am 19. Juni 2018 wurde Stadler daraufhin vom Aufsichtsrat von Audi beurlaubt. Am 2. Oktober 2018 beschloss der VW-Aufsichtsrat, sich von Stadler mit sofortiger Wirkung zu trennen und mit ihm eine Aufhebungsvereinbarung zu schließen. Somit verlor er gleichzeitig sein Amt als Vorstandsvorsitzender von Audi. Am 30. Oktober wurde nach vier Monaten der Haftbefehl unter Auflagen außer Vollzug gesetzt und Stadler aus der Untersuchungshaft entlassen. Dies geschah gegen Leistung einer Sicherheit in Geld und der Auflage, vorbehaltlich einer Zustimmung durch die Staatsanwaltschaft keinen Kontakt zu Mitbeschuldigten und Zeugen aufzunehmen. Es bestehe aber weiter ein dringender Tatverdacht.
Im Juli 2019 erhob die Staatsanwaltschaft München II Anklage gegen Stadler vor dem Landgericht München II. Im Juni 2020 ließ das Landgericht München II die Anklage zu. Der Prozess startete am 30. September 2020. Das Landgericht setzte 181 Verhandlungstage binnen zwei Jahren im Hochsicherheits-Gerichtssaal Stadelheim an. Anfang Mai 2023 kündigte Stadler im laufenden Prozess ein Geständnis an. Vorausgegangen war ein Verständigungvorschlag des Gerichts, das bei einer umfassenden Einräumung der Vorwürfe eine Freiheitsstrafe von anderthalb bis zwei Jahren mit Strafaussetzung zur Bewährung und einer Bewährungsauflage der Zahlung von 1,1 Millionen Euro in Aussicht gestellt hatte. Mitte Mai 2023 hat er das Geständnis in die Tat umgesetzt und Fehlverhalten gestanden.
Am 27. Juni 2023 verurteilte das Landgericht München II Stadler wegen Betrugs durch Unterlassen zu einer Bewährungsstrafe von einem Jahr und neun Monaten. Die vereinbarte Bewährungsauflage von 1,1 Millionen Euro muss Stadler teils an die Staatskasse, teils an mehrere gemeinnützige Organisationen zahlen. Der Haftbefehl wurde aufgehoben. Für die mit der Abschaltvorrichtung versehenen PKW setzte das Gericht einen mit 5 % vom Neupreis bezifferten Minderwert an. Deshalb ging es in Bezug auf Stadler von einem verursachten Schaden von rund 41 Millionen Euro aus. Er habe weitere Verkäufe, nachdem er von den illegalen Abschaltvorrichtungen Kenntnis erlangte, nicht verhindert, obwohl er als Vorstandsvorsitzender zu einem Eingreifen verpflichtet gewesen wäre. Das Urteil ist noch nicht rechtskräftig. Dem Urteil war eine Verständigung im Strafverfahren des Gerichts mit Staatsanwaltschaft und Verteidigung vorausgegangen. Im Juli 2023 legte Stadler trotz der Verständigung im Strafverfahren und nachfolgendem Geständnis Revision zum Bundesgerichtshof ein.

## Lehrtätigkeit
Beginnend mit November 2012 war Stadler Honorarprofessor der Universität St. Gallen. Die Universität St. Gallen hat mit Bekanntwerden des Abgasskandales mitgeteilt, dass diese Honorarprofessur „bis zum Abschluss des Verfahrens und der damit zusammenhängenden Klärung des Sachverhalts“ von Stadler nicht mehr ausgeübt werden kann. Er hielt außerdem Vorlesungen an der britischen Universität Oxford (2015), an der Tongji-Universität Shanghai in China (2016) und an der Benemérita Universidad Autónoma de Puebla in Mexiko. Regelmäßig wirkte er an der Technischen Universität München als Dozent über Unternehmensstrategie.

## Auszeichnungen
- 2015 Wissenschaftsorientierter Unternehmer des Jahres (Verband der Hochschullehrer für Betriebswirtschaft)
- 2013 Influencer of the Year 2013 (Strategy Circle Automobilindustrie)
- 2012 Ehrensenator der Friedrich-Alexander-Universität Erlangen-Nürnberg[29]
- 2012 Unternehmer des Jahres (Verband Deutscher Zeitschriftenverleger)
- 2011 CEO des Jahres (Wirtschaftswoche)
- 2011 Persönlichkeit des Jahres (Auto Test)
- 2010 Unternehmer des Jahres (Axel Springer Financial Media)
- 2010 Bayerischer Verdienstorden
- 2010 Eurostar-Preis (Automotive News Europe)
- 2009 Eurostar-Preis (Automotive News Europe)

## Mitgliedschaften
- Mitglied des Vorstands des Verbandes der Automobilindustrie (VDA) von 2007 bis 2018[30]
- Präsident der Automotive Governors beim World Economic Forum
- Vorstandsmitglied Transatlantic Business Dialogue (TABD)
- Mitglied im internationalen Beraterkreis der Atlantik-Brücke
- Mitglied im Förderkreis der Deutschen Industrie
- Mitglied im Österreichischen Verein für Kraftfahrzeugtechnik (ÖVK)
- Mitglied des Ratgeberkreises der Wertekommission – Initiative Werte Bewusste Führung e. V. (Mitgliedschaft ruhend[31])
- Mitglied des Hochschulrats der Friedrich-Alexander-Universität Erlangen-Nürnberg von Oktober 2007 bis September 2011
- Mitglied im Rotary Club Ingolstadt
- Mitglied des Aufsichtsrats FC Bayern von 2010 bis 2018

## Gesellschaftliches Engagement
2012 würdigte ihn der Verband Deutscher Zeitschriftenverleger mit der „Goldenen Victoria für den Unternehmer des Jahres“. 2013 kritisierte Stadler in einem Namensbeitrag in der WirtschaftsWoche „leichtfertige Kreditvergaben, Spekulationsgeschäfte und die zunehmende Entkoppelung der Finanzmärkte von der Realwirtschaft, auf denen Rohstoffe und Nahrungsmittel zu Spekulationsobjekten verkümmern.“ Er setze sich dafür ein, dass „der ehrbare Kaufmann in Wirtschaft und Gesellschaft wieder zum Leitbild“ werden solle. Dieser formuliere keine überzogenen Renditewünsche, sondern führe „einen Teil des Gewinns ins Unternehmen zurück, weil er langfristig investiert und agiert. Er beteiligt seine Mitarbeiter am Erfolg, weil er Leistung belohnt und daran glaubt, dass Mitarbeiter besonders motiviert sind, wenn sie sich mit den Unternehmenszielen identifizieren können“. Im November 2013 setzte er sich als Aufsichtsrat-Mitglied für Uli Hoeneß ein, der „das Amt des Aufsichtsratsvorsitzenden der FC Bayern München AG […] weiter ausüben soll“, solange es noch kein rechtskräftiges Urteil gebe. Im April 2014 betonte er, wie wichtig „Audi die Einhaltung von Regeln und Normen“ sei. Er war Hauptsponsor der Deutschen AIDS-Stiftung und eröffnete Anfang 2015 in seiner Funktion als Audi-CEO die 21. Festliche Operngala in Berlin. Der Verband der Hochschullehrer für Betriebswirtschaft zeichnete Stadler Mitte 2015 „für Nachhaltigkeit in der Unternehmensführung und hohes Wertebewusstsein, sowohl in moralischer Hinsicht als auch im Hinblick auf die Qualität von Gütern“ aus. Er habe sich beispielhaft um die Verknüpfung von Wissenschaft und Unternehmertum verdient gemacht und suche nach wissenschaftlich fundierten Lösungsansätzen. Ein Autohersteller, der nach dem Weltklimavertrag von Paris 2015 noch „ausschließlich auf fossil“ setze, drohe „selbst zum Fossil zu werden“, sagte er im März 2016 auf der Jahrespressekonferenz von Audi.

## Veröffentlichungen
- 2007 Erfolgsmodell Audi – wie die Marke zum Tempomacher im Premiumsegment aufstieg (Beitrag zu einem Buch von Riesenbeck, Hajo; Perrey, Jesko, McKinsey & Company: Marketing nach Maß)
- 2008 Chancen nutzen, Werte schaffen – die globale Perspektive, Beitrag zu einem Buch von Thelen, Peter (Hrsg.): „Einsichten schaffen Aussichten: die Zukunft der sozialen Marktwirtschaft“ (Festschrift für Randolf Rodenstock)[39]
- 2008 Controlling im Volkswagen Konzern, Adelt, Bruno; Sander, Lothar; Stadler, Rupert; in: AutoUni, Oktober 2008
- 2009 Beitrag zum Buch Ihre Werte bitte! (Hrsg.: Wertekommission – Initiative Werte Bewusste Führung e. V.)
- 2009 Vorsprung jeden Tag neu leben (Beitrag zum Buch Automobilstandort Deutschland des VDA)
- 2010 Mit Pioniergeist die Zukunft gestalten (Beitrag zum Top Career Guide Automotive 2010)
- 2011 The Effect of Default Options on Choice – Evidence from online Product Configurators, Herrmann, Andreas; Goldstein, Dan; Stadler, Rupert; Heitmann, Mark; Landwehr, Jan; Huber, Frank; Hofstetter, Reto; in: Journal of Retailing and Consumer Services, 2011, S. 483–491
- 2011 Verankerung von Markenwerten im Produktdesign, Landwehr, Jan; Stadler, Rupert; Herrmann, Andreas; Wentzel, Daniel; Labonte, Christian; in: Zeitschrift für betriebswirtschaftliche Forschung (zfbf) 03/11
- 2011 Wir schaffen die Wende – Abschied von der Atomkraft als Chance für die deutsche Industrie (Namensartikel zur Energiewende im Handelsblatt vom 1. August 2011)
- 2012 Defaults als Navigationshilfen in Produktkonfiguratoren – ein Beispiel aus der Automobilindustrie, Stadler, Rupert; Kopitzki, Dieter; Herrmann, Andreas; Beck, Lucas; Hofstetter, Reto; in: Marketing Review St. Gallen, 2/12
- 2012 E-Mobilität: Sackgasse oder Beschleunigungsstreifen für das Auto 2.0? (publizierter Vortrag zum 33. Internationalen Wiener Motorensymposium vom 27. April 2012)
- 2012 Erfolg im digitalen Zeitalter – Strategien von 17 Spitzenmanagern. Frankfurter Allgemeine Buch, Frankfurt am Main 2012, ISBN 978-3-89981-300-5.
- 2012 Unternehmer sind gefragt, nicht Unterlasser (Namensartikel zur Euro-Krise in der Wirtschaftswoche, Rubrik Denkfabrik vom 30. Januar 2012)
- 2013 How to succeed in the digital age. Strategies from 17 Top Managers Frankfurter Allgemeine Buch, Frankfurt am Main 2013, ISBN 978-3-95601-042-2.